# Уанбаев, Мурат Жумабекович
Мура́т Жумабе́кович Уанба́ев (род. 11 июня 1968, Жамбыл, Карасайский район, Алматинская область, Казахская ССР, СССР) По другой версии  родом из BKO — советский, российский, французский и казахский регбист, известный по играм на позиции крыльевого (винга) в чемпионате Франции TOP-16 (TOP-14); в 2016—2018 годах был президентом Федерации регби Казахстана. Мастер спорта СССР,  Мастер спорта России международного класса.

## Биография

### Клубная карьера
Мурат Жумабекович Уанбаев родился 2 декабря 1967 года в посёлке Жамбыл под Алма-Атой. Много времени проводил в поле, ухаживая за скотом и преодолевая большие расстояния от дома до школы. Окончив школу, он решил поступить в железнодорожный институт Алма-Аты,  АлИИТ, но не сдав экзамен  остался работать лаборантом на кафедре СопроМат. Занимался волейболом  в институте, но позже выбрал регби: тренеров впечатлили как рост Уанбаева (193 см), гибкость,  так и его способность быстро пробегать легкоатлетические кроссы. Карьеру он начал с 1986 года в составе СКА (Алма-Ата), выиграв с ней Кубок СССР в 1988 году, чемпионаты ВС СССР и становясь призёрами чемпионатов СССР  и войдя в число лучших 45 регбистов СССР в 1990 году.
В связи с распадом СССР и политической нестабильностью,  оказавшее своё воздействие  и на продолжение профессиональной карьеры в составе армейцев, после поступившего, обнадёживающего  предложения от тренеров сб. Союза, из Казахстана уехали четыре регбиста во Францию: Пётр Ильвовский, Александр Огрызков, Мурат Уанбаев и Владимир Клочков. Ильвовский и Огрызков попали в команду второго дивизиона, а Уанбаев и Клочков попали в команду «Мез» из 4-го дивизиона. Они работали строителями и лесорубами, зарабатывая себе на жизнь днём, а тренируясь вечером. Благодаря мастерству Уанбаева и Клочкова команда «Мез» завоевала путевку в третий дивизион. Позже, через год,  по приглашению тренера Ришара Астры и рекрутера Жан-Мишеля Баньё,  Уанбаев продолжил карьеру в составе  топового клуба высшего дивизиона «Безье Эро», 11-кратного чемпиона Франции; в 1996 году в чемпионате Франции его команда выиграла у «Тулузы»(чемпиона Европы) со счётом 26:9, а после матча болельщики на руках несли всю команду, в том числе и Уанбаева.
Помимо этого, во Франции Уанбаев играл за клубы «Ажен» (два сезона), «Гренобль» (три сезона), «Орийак» и «Ницца». В составе «Безье» он отыграл 7 лет, успев выступить в его составе в Европейском кубке вызова 2003/2004 и Кубке Вызова Amlin.

### Карьера в сборной
Дебютировал за сборную СССР матчем против Италии 24 ноября 1990 года (поражение 12:34), в 1991 году провёл ещё 4 матча. В 2003 году сыграл один матч за сборную Франции (на деле — сборную клубов Франции) против сборной мира. Поскольку проводить матчи за месяц до старта турнира финалисты чемпионата мира не имели права, французы решили проверить основной состав иным образом, вызвав двух легионеров.
За сборную Казахстана Уанбаев не выступал, но в его активе есть игры за сборную России: 15 марта 1998 года он дебютировал матчем за сборную России против Грузии в рамках отбора на чемпионат мира 1999 года. В его активе 9 официальных матчей и 15 набранных очков в них. Последнюю игру провёл 20 ноября 2004 года против той же Грузии в Кубке европейских наций. Также в активе Уанбаева матч за английский клуб регбийных звёзд мира «Барбарианс». О выступлениях за сборную России у Уанбаева сложились малоприятные впечатления, поскольку тогда это была команда низкого уровня; выступать за сборную Франции он мог теоретически с 1999 года, если бы не был заигран за Россию.
В 2000 году Уанбаев числился в заявке сборной России по регби-7 на турнир в Гонконге, где в одном составе с ним играли Павел Барановский, Андрей Кузин и Константин Рачков. В 2001 году играл на чемпионате мира по регби-7 в Аргентине, куда сборная России пробилась впервые в истории в 2000 году, заняв 2-е место на квалификационном турнире в Мадриде (на отборочный турнир был вызван и Уанбаев). Участник розыгрышей Мировой серии по регби-7 в составе сборной России.

### После карьеры игрока
Занимал пост президента ассоциации регбистов «Евразия Спорт» и президента Федерации регби Казахстана. За время работы Уанбаева Казахстан сделал большой акцент на развитие регби-7, при этом принеся в жертву регби-15, что привело к снижению позиций национальной сборной в рейтинге World Rugby. Женская сборная Казахстана по регби-7 за это же время приняла участие в Мировой серии по регби-7 и вышла в утешительный квалификационный турнир за попадание на Олимпийские игры в Рио-де-Жанейро, где в полуфинале проиграла будущим победительницам турнира в лице сборной Испании. Тем не менее, регбийные СМИ признали выступление казахской сборной прорывом и заговорили о подъёме регби в Казахстане.
В отставку он ушёл в 2018 году после того, как сборная Казахстана выиграла третий дивизион чемпионата Азии и вышла во второй дивизион; турнир проходил в Алматы, а спонсоры отказались спонсировать чемпионат, и Уанбаев вынужден был продать собственную квартиру, чтобы оплатить расходы на проведение турнира.

### Судимость
В январе 2019 года Уанбаев был осуждён на 6 лет тюрьмы за хищение государственных средств: его признали виновным в хищении 17 миллионов тенге. Приговором были возмущены многие представители французского регби (игроки и тренеры), которые направили открытое письмо в поддержку Уанбаева с просьбой о снисхождении. Среди подписавших письмо были тренер Клод Сорель, французские игроки Рено Кальве, Фредерик Бенази и Седрик Солье и грузинский игрок Шота Модебадзе. В итоге, в апреле после апелляции Уанбаеву дали условный срок, освободив его из-под стражи.

### Личная жизнь
По воспоминаниям Уанбаева, однажды он чуть не умер от перитонита. В 1998 году на карнавале в Безье он почувствовал боль после того, как отведал устриц; тогда его спас курс антибиотиков.
Через два месяца, во время пребывания в Тбилиси в составе сборной России, он попробовал шашлык, и боли с утра возобновились, пришлось отказаться от участия в игре. Также благодаря уколам спазмы были сняты.
Но всё-таки через несколько недель попал в больницу с острой болью в животе. Врачи вовремя диагностировали перитонит и провели экстренную операцию: по словам хирургов, Уанбаеву тогда крупно повезло.